# Мари-Луиз фон Франц
Мари-Луиз фон Франц (на немски: Marie-Louise von Franz) е швейцарска психоложка, ученик и последовател на Карл Юнг, автор на множество трудове по аналитична психология.

## Биография
Родена е на 4 януари 1915 година в Мюнхен, Германия, в семейството на австрийски барон, но по-голямата част от живота си прекарва в Кюснахт, Швейцария. Фон Франц работи с Юнг от 1933 г. до смъртта му през 1961 г. Основател е на Института „Карл Густав Юнг“ в Цюрих.
Като психотерапевт тя е автор на над 65 000 интерпретации на сънища, за които счита, че както приказките имат лечебно и оздравително свойство. Според фон Франц процесът на тълкуване на сънищата има за цел да усили този лечебен ефект. Сънят не бива да се разтълкува, а да бъде тълкуван, тоест да се говори за него, без да се разгадава, без да се сваля ореола на притежание, който той носи.
Фон Франц е автор на над 20 книги по аналитична психология, най-вече в областта на изследванията върху приказките и съдържащите се в тях архетипови мотиви, от които се ползва дълбинната психология. Обичайният подход е амплификацията на темите и героите на приказките. Пише изследвания върху алхимията от Юнгианска, психоаналитична перспектива, а също и върху активното въображение, което може да се опише като „сън наяве“. В „Човекът и неговите символи“ Фон Франц описва активното въображение така:
| „ | Активното въображение е определен начин да медитирате въображаемо, посредством което можете преднамерено да влезете в контакт с несъзнаваното и да осъществите съзнателна връзка с психичен феномен. | “ |

Умира на 17 февруари 1998 година в Кюснахт на 83-годишна възраст.